# Baresteziometar
Baresteziometar je sprava kojom se mjeri osjetljivost površinskih tkiva na pritisak.